# Lista do Patrimônio Mundial no Azerbaijão
A Organização das Nações Unidas para a Educação, a Ciência e a Cultura (UNESCO) propôs um plano de proteção aos bens culturais do mundo, através do Comité sobre a Proteção do Património Mundial Cultural e Natural, aprovado em 1972. Esta é uma lista do Patrimônio Mundial existente no Azerbaijão, especificamente classificada pela UNESCO e elaborada de acordo com dez principais critérios cujos pontos são julgados por especialistas na área. O Azerbaijão, situado numa região marcada pelo legado cultural e histórico de islâmicos e sassânidas, sucedeu à União Soviética como Estado-parte da convenção em 16 de dezembro de 1993, tornando seus locais históricos elegíveis para inclusão na lista.
O sítio Cidade Fortificada de Baku foi o primeiro local do Azerbaijão incluído na lista do Patrimônio Mundial da UNESCO por ocasião da 24ª Sessão do Comitè do Património Mundial, realizada em Cairns (Austrália) em 2000. Desde a mais recente adesão à lista, o Azerbaijão totaliza 5 sítios classificados como Patrimônio da Humanidade, sendo quatro (4) deles de classificação Cultural e apenas um (1) de classificação Natural. Devido aos danos causados pelo Terremoto de Baku em 2000, o sítio foi incluído na Lista do Patrimônio Mundial em perigo em 2003 e removido da mesma em 2009. Em contrapartida, em 2013, o sítio Paisagem Cultural de Arte Rupestre de Gobustán (inscrito em 2007) recebeu o status de proteção especial pelo Comité de Proteção da Propriedade Cultural em Conflitos Armados por conta da grande instabilidade em que a região se encontra.

## Bens culturais e naturais
O Azerbaijão conta atualmente com os seguintes lugares declarados como Patrimônio da Humanidade pela UNESCO:
| | Cidade Fortificada de Baku, Palácio dos xás de Xirvão e Torre da Donzela |
| Bem cultural inscrito em 2000. |                                                                          |
| Localização: Baku |                                                                          |
| Construída em um território habitado desde o Paleolítico, a cidade murada de Baku mostra os traços da presença sucessiva das culturas zoroastriana, sassânida, árabe, persa, shirvani, otomana e russa. A parte intramural (Icheri Shesher) preservou intacta grande parte de suas paredes do século XII. A Torre da Donzela (Giz Galasy) foi erguida nesse mesmo século em construções antigas que datam dos séculos VII a VI a.C. O Palácio dos Xás de Shirvan (século XV) é considerado uma das joias da arquitetura do Azerbaijão. (UNESCO/BPI) |                                                                          |

| | Paisagem Cultural de Arte Rupestre de Gobustán |
| Bem cultural inscrito em 2007. |                                                |
| Localização: Absheron / Garadagh |                                                |
| Este local compreende três áreas de um planalto rochoso localizado na região semi-desértica que ocupa o centro do Azerbaijão. Abriga um conjunto excepcional de mais de seis mil petróglifos executados durante um período de 40.000 anos de arte rupestre. Também possui vestígios de assentamentos, cavernas habitadas e locais funerários, que constituem a prova de sua ocupação intensiva por humanos no período úmido após a última era glacial, do Paleolítico Superior à Idade Média. O local abrange uma área total de 537 hectares que faz parte do território protegido, muito mais extenso, da Reserva de Gobustán. (UNESCO/BPI) |                                                |

| | Centro Histórico de Shaki e Palácio dos Cãs |
| Bem cultural inscrito em 2019. |                                             |
| Localização: Shaki |                                             |
| A cidade histórica de Shaki está situada ao pé das Grandes Montanhas do Cáucaso e dividida em duas pelo rio Gurjana. Enquanto a parte norte e mais antiga foi construída sobre a montanha, a parte sul se estende até o vale do rio. Seu centro histórico, reconstruído após a destruição de uma cidade anterior por tempestades de lama no século XVIII, é caracterizado por um conjunto arquitetônico tradicional de casas com telhados duas águas de grande altura. Situada ao longo de importantes rotas comerciais históricas, a cidade possui arquitetura influenciada pelas tradições de construção dos reinados safás, qadjar e russos. O Palácio do Cã, no nordeste da cidade, bem como as várias casas mercantes, refletem a riqueza gerada pela criação de bichos-da-seda e pelo comércio de casulos do final do século XVIII ao XIX. (UNESCO/BPI) |                                             |

| | Florestas Hircanianas |
| Bem natural inscrito em 2019, estendido em 2023. |                       |
| Localização: Lankaran / Masally |                       |
| Este bem é compartilhado com Irão. |                       |
| As novas áreas que foram incorporadas ao sítio, Dangyaband e o Vale de İstisuchay (Azerbaijão), contêm florestas antigas de grande valor pertencentes às florestas hircanianas e complementam as áreas do Iraque que já estavam inscritas. Pertencem ao mesmo arco florestas que se estende ao longo do Mar Cáspio. As florestas hircanianas formam um maciço florestal único que se estende ao longo da costa meridional do Mar Cáspio, com uma história que remonta a entre 25 e 50 milhões de anos. Os elementos que haviam sido inscritos recentemente compreendem ecossistemas completos que incluem predadores superiores como o leopardo, o lobo e o urso pardo e a floresta apresenta uma grande quantidade/proporção alta de espécies arbóreas raras e endêmicas. As árvores mais antigas da propriedade possuem entre 300 e 400 anos e algumas possivelmente alcançam os 500 anos de existência. (UNESCO/BPI) |                       |

| | Paisagem cultural do Povo Khinalug e rota de transumância "Köç Yolu" |
| Bem cultural inscrito em 2023. |                                                                      |
| Localização: Quba |                                                                      |
| Esta paisagem cultural é composta pela vila montanhosa de Khinalig no norte do Azerbaijão, pastos de verão de alta altitude e terraços agrícolas nas Motanhas do Grande Cáucaso, pastos invernais nas planícies baixas do Azerbaijão central e uma adjacente rota de transumância sazonal de duzentos quilômetros chamada Köç Yolu ("Rota de Migração"). O vilarejo de Khinalig é lar da comunidade seminômade Khinalig, cuja cultura e estilo de vida são definidos pela migração sazonal entre pastos de inverno e de verão e que detêm a forma antiga de transumância vertical de longa distância. A rede orgânica, que inclui rotas antigas, pastos temporários e locais de acampamento, mausoléus e mesquitas, ilustra um sistema eco-social sustentável adaptado às condições climáticas extremas. (UNESCO/BPI) |                                                                      |

## Lista Indicativa
Em adição aos sítios inscritos na Lista do Patrimônio Mundial, os Estados-membros podem manter uma lista de sítios que pretendam nomear para a Lista de Patrimônio Mundial, sendo somente aceitas as candidaturas de locais que já constarem desta lista. Desde 2001, o Azerbaijão possui 10 locais na sua Lista Indicativa.
| Sítio                                             | Imagem | Localização | Ano  | Dados UNESCO     | Descrição |
| ------------------------------------------------- | ------ | ----------- | ---- | ---------------- | --------- |
| Ateshgah de Baku, o Templo dos adoradores do Fogo |        | Baku        | 1998 | Cultural: i, iii |           |
| Mausoléus de Naquichevão                          |        | Naquichevão | 1998 | Cultural: i, iv  |           |